# Mga Munting Tinig
Mga Munting Tinig é um filme de drama filipino de 2002 dirigido e escrito por Gil Portes. Foi selecionado como representante das Filipinas à edição do Oscar 2003, organizada pela Academia de Artes e Ciências Cinematográficas.

## Elenco
- Alessandra de Rossi - Melinda
- Dexter Doria - Mrs. Pantalan
- Gina Alajar - Chayong
- Amy Austria - Luz
- Bryan Homecillo - Popoy
- Pierro Rodriguez - Obet
- Irma Adlawan - Fe